# Batavia (Indie orientali olandesi)
Batavia (AFI: /baˈtavja/; Batauia nel vernacolo malese) era la capitale delle Indie orientali olandesi, corrispondente grossomodo all'odierna Giacarta, capitale dell'Indonesia. Il nome può indicare sia la città propriamente detta, sia i suoi sobborghi e hinterland, che si estendevano fino alle attuali province indonesiane di Giacarta, Banten e Giava Occidentale.
Batavia venne fondata inizialmente come snodo commerciale dagli olandesi nel 1619, nel sito dove giacevano le rovine dell'antica Jayakarta, rappresentando un punto strategico per la Compagnia olandese delle Indie Orientali nei suoi traffici con l'Asia. Per salvaguardare i loro interessi commerciali, la compagnia e l'amministrazione coloniale presero il controllo pure sul territorio circostante e trasformarono l'area in un vero e proprio insediamento. I monopoli sulla produzione locale vennero aumentati da cash crop esteri.
Batavia era situata sulla costa settentrionale di Giava, in una baia riparata, tra una zona paludosa e un'altra collinare attraversate da canali, e aveva due centri: Oud Batavia (la parte più antica) e la città relativamente nuova, su un terreno più elevato a sud.
Fu un centro abitato coloniale per circa 320 anni fino al 1942, quando le Indie orientali olandesi furono occupate dal Giappone durante la seconda guerra mondiale. Durante l'occupazione giapponese e dopo che i nazionalisti indonesiani dichiararono l'indipendenza il 17 agosto 1945, venne cambiato nome in Giacarta, pienamente riconosciuto in seguito dallo Stato indipendente dell'Indonesia, nel 1949.

## Compagnia olandese delle Indie orientali (1610-1799)

### L'arrivo degli olandesi

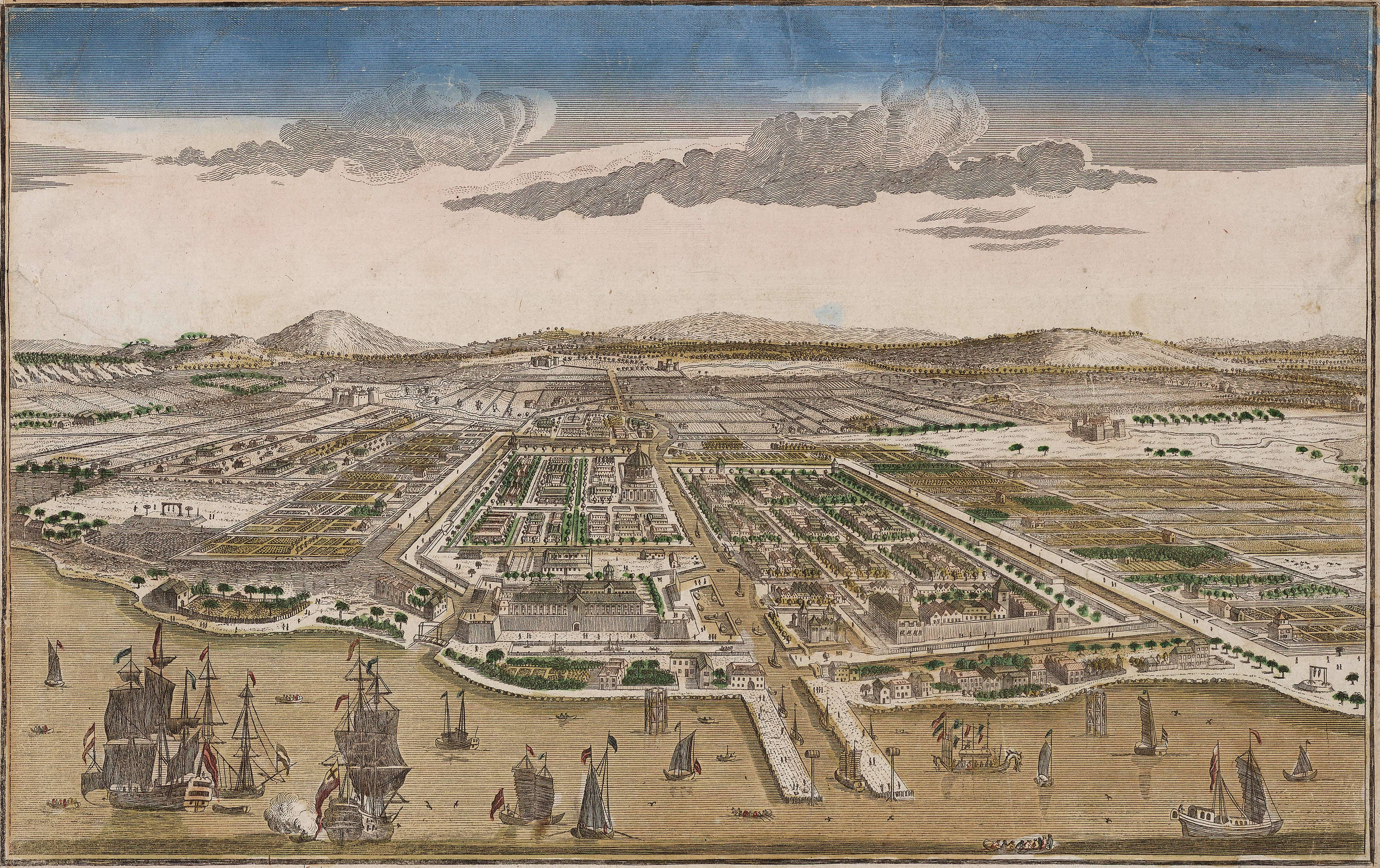
Batavia nel 1780 circa

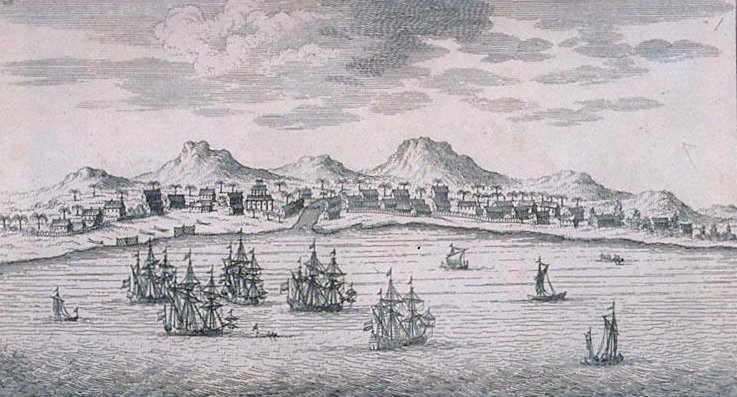
Batavia in un disegno realizzato tra il 1675 e il 1725

Nel 1595 alcuni mercanti di Amsterdam compirono una spedizione verso l'arcipelago delle Indie orientali, sotto il comando di Cornelis de Houtman. Il primo viaggio della Compagnia olandese delle Indie orientali nel 1602, con il capitano James Lancaster, giunse ad Aceh e proseguì a Bantam. Lì, Lancaster fu autorizzato a costruire, l'anno seguente, un punto di scambio permanente, che fu il centro delle rotte commerciali inglesi e olandesi in Indonesia fino al 1682. Il governo olandese garantì alla Compagnia il monopolio del commercio con l'Asia.
Il principe Jayawikarta diede nel 1610 ai mercanti olandesi il permesso di edificare un magazzino in legno e alcune abitazioni sulla sponda orientale del fiume Ciliwung, di fronte a Jayakarta; l'avamposto venne completato l'anno dopo. Man mano che nel territorio aumentava il potere olandese, Jayawikarta decise di concedere anche agli inglesi la possibilità di edificare case e un forte sulla riva occidentale del Ciliwung, vicino al suo ufficio doganale, per equilibrare il potere straniero.

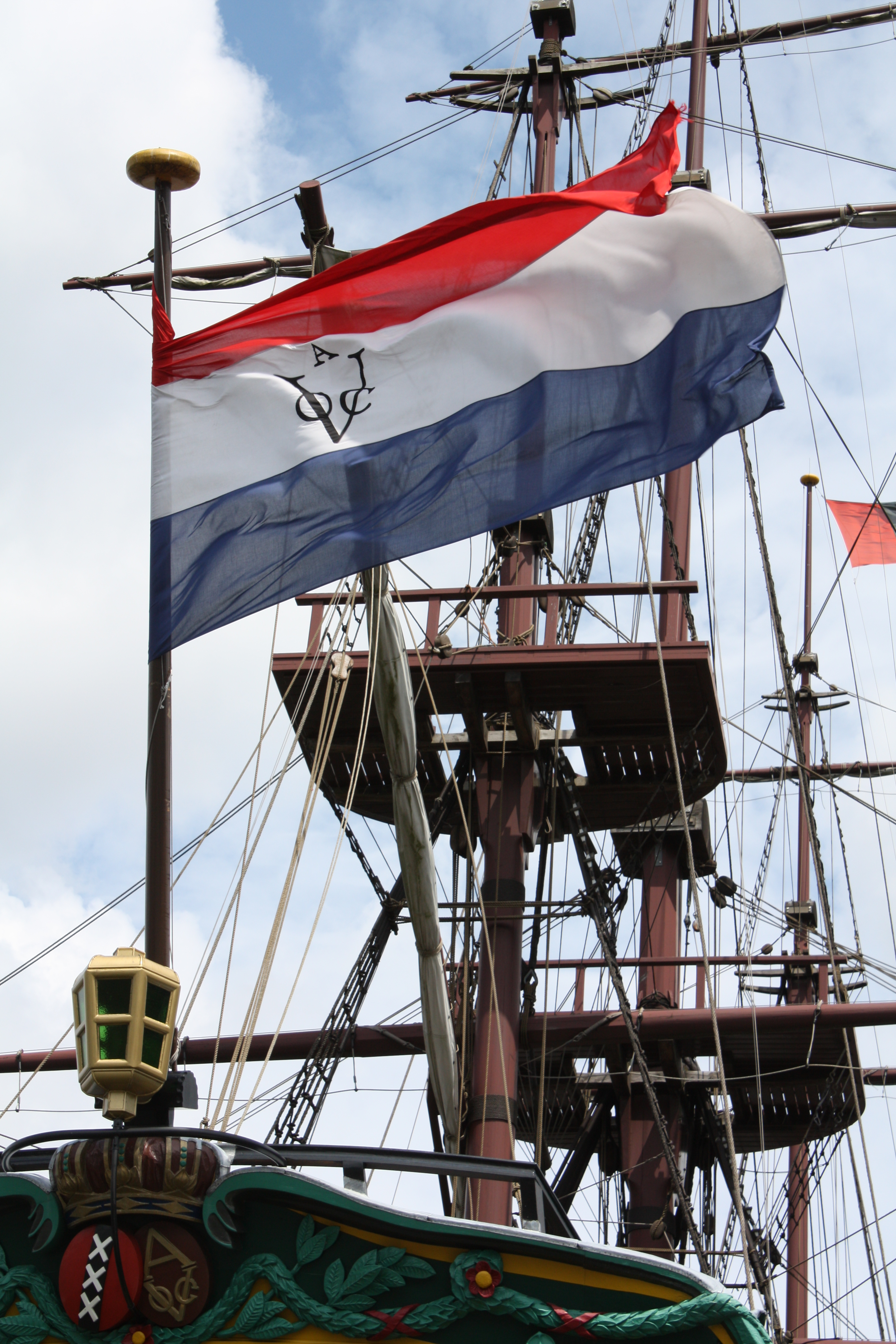
Replica di una East Indiaman

Le tensioni tra Jayawikarta e gli olandesi crebbero fino al 1618, quando i soldati del principe assediarono la fortezza dei coloni, in cui erano presenti i magazzini di Nassau e Mauritius. Thomas Dale, ex-governatore delle contee della Virginia, guidò una flotta inglese di quindici navi. Dopo una battaglia navale, il governatore olandese Jan Pieterszoon Coen, poco prima salito a ricoprire la carica, fuggì nelle isole Molucche, dove i coloni olandesi avevano conquistato i forti portoghesi nel 1605. Il comandante della guarnigione Pieter van den Broecke e cinque altri uomini vennero arrestati durante le negoziazioni, poiché Jayawikarta credeva di essere stato ingannato da loro.
L'esercito olandese era sul punto di arrendersi agli inglesi quando, nel 1619, il Sultanato di Banten inviò un gruppo di soldati ambasciatori per discutere con Jayawikarta circa la sua alleanza con gli inglesi, che non era stata approvata dalle autorità bantenesi. Tali tensioni politiche vennero prontamente sfruttate a proprio vantaggio dagli olandesi: Coen tornò dalle Molucche con dei rinforzi il 28 maggio 1619, radendo al suolo Jayakarta due giorni dopo ed espellendo la popolazione locale. Della città, rimase soltanto il padrão Luso-Sandanese.
Jayawikarta si ritirò a Tanara, nel Banten, e vi morì anni dopo. Gli olandesi stabilirono un rapporto più stretto con i bantenesi e presero il controllo del porto, che divenne il centro di potere regionale della loro colonia.

### La fondazione di Batavia
Il territorio dove sarebbe stata fondata Batavia cadde sotto il controllo olandese nel 1619: il 2 luglio Coen decise di espandere il forte originale in uno più grande e il 7 ottobre inviò i progetti per il Castello di Batavia ai Paesi Bassi. Esso era più grande del precedente, con due bastioni settentrionali a protezione da un eventuale attacco marittimo. I magazzini di Nassau e Mauritius furono ampliati con l'erezione di un forte orientale sotto la supervisione del comandante Van Raay, il 12 marzo.
Coen avrebbe voluto chiamare il nuovo insediamento "Nieuw-Hoorn" in onore della sua città natale Hoorn, ma gli venne impedito dal consiglio di amministrazione della Compagnia delle Indie Orientali. Pertanto "Batavia" fu scelto come nome del forte e dell'insediamento e il 18 gennaio 1621 si tenne la cerimonia per la sua ufficiale denominazione. Il termine deriva da quello della tribù germanica dei Batavi, che abitavano la regione Batavia durante l'Impero romano; a quel tempo, si credeva che il popolo fosse l'antenato di quello olandese.
Furono presenti a Batavia tre amministrazioni governative. La prima risale al 1609 ed era il governo coloniale vero e proprio, consistente nel governatore generale e nel Concilio delle Indie. L'amministrazione urbana (o civile) della città di Batavia venne istituita solamente nel 1620. Il 24 giugno di quello stesso anno, due funzionari della compagnia e tre cittadini liberi (o borghesi) furono nominati al primo Collegio degli Assessori. L'amministrazione rurale locale, costituita nel 1664, divenne pienamente operativa nel 1682. Ai giavanesi fu proibito di stabilirsi a Batavia sin dal 1619.

### Espansione

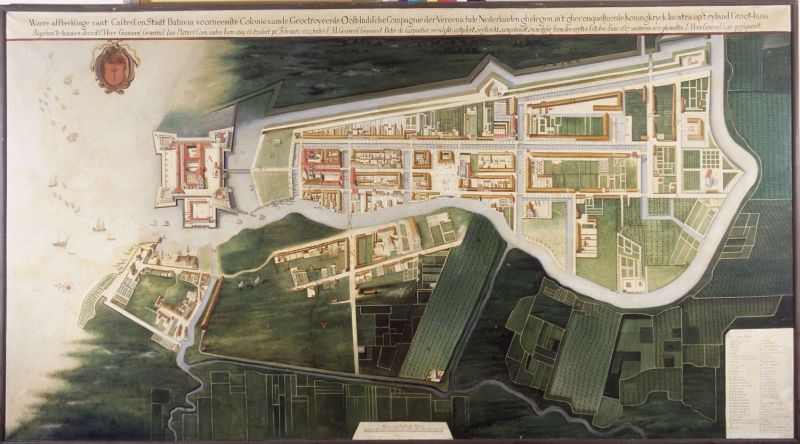
Batavia e la sua espansione a est

Dalla sua fondazione, Batavia venne progettata secondo un impianto ben definito. Nel 1916 vennero scavate trincee a est del Ciliwung, denominate, da sud a nord, Leeuwengracht, Groenegracht e Steenhouwersgracht. L'area del castello si estendeva a partire da un campo a nord del Steenhouwersgracht, dove sorse un mercato. La prima chiesa e il municipio nacquero invece intorno al 1622 sulla sponda orientale del fiume; le due istituzioni furono accorpate nel 1630 in un unico edificio, situato alle seguenti coordinate: 6°07′55.96″S 106°48′42.4″E.

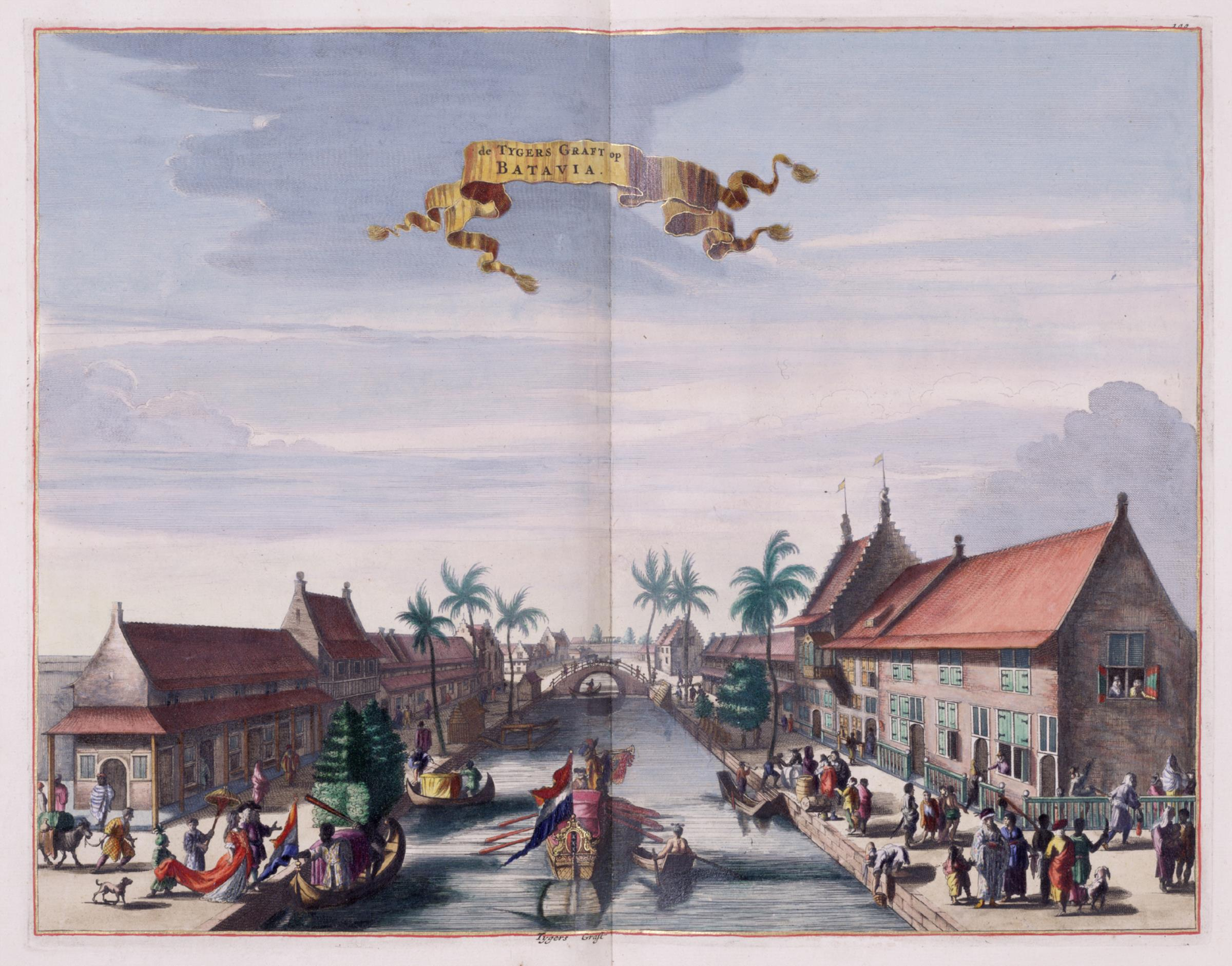
Il canale Tijgersgracht, costeggiato da alberi di cocco

Intorno al 1627, i tre canali vennero fatti confluire nel Tijgersgracht, sulle cui sponde furono piantati degli alberi di cocco; come scrisse un cronachista dell'epoca: «Tra i Grachts, il Tygersgracht è il più maestoso e il più piacevole, sia per la bontà dei suoi edifici, sia per l'ornamento delle sue strade, che offrono un'ombra molto gradevole a coloro che passano lungo la strada». La Prinsestraat, originariamente la strada che conduceva al castello, divenne un centro urbano che collegava la porta sud con il municipio.
La Batavia orientale era protetta da un lungo canale che collegava il fossato del castello con l'ansa del Ciliwung e che andava verso il Tijgersgracht. Costato oltre 160 000 reali, venne finanziato principalmente dai cinesi e da altri europei, non dalla Compagnia (che aveva dato al castello schiavi e carcerati). Il canale esterno venne ridisegnato diversi anni dopo l'assedio di Batavia.

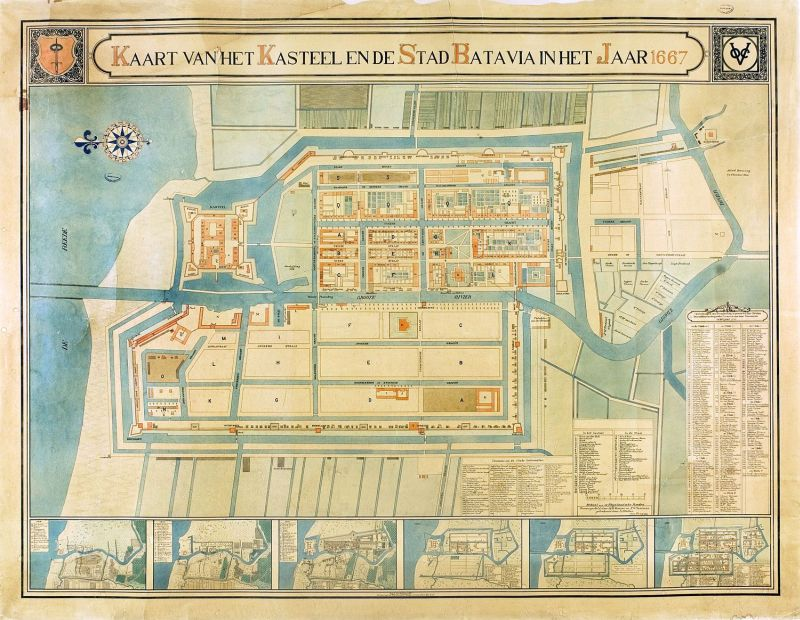
Batavia nel 1667

Il sultano Agung (sovrano del Mataram) prese il controllo dalla maggior parte del Giava dopo la battaglia contro Surabaya nel 1625 e il 27 agosto 1628 cominciò l'assedio di Batavia; Dopo ingenti perdite nel suo primo tentativo, egli si ritirò e lanciò una seconda offensiva l'anno successivo, fallendo ugualmente: la sua armata e le sue navi vennero distrutte dalla flotta olandese presso le spiagge di Cirebon e Tegal. Le truppe del Mataram, affamate e decimate dalla malattia, si ritirarono di nuovo e Agung quindi si spostò a est, attaccando Blitar, Panarukan e il regno di Blambangan nella Giava orientale (uno Stato vassallo del regno balinese di Gelgel).
Dopo l'assedio, fu deciso che Batavia aveva bisogno di un sistema di difesa più forte. Basato sul lavoro del matematico e ingegnere militare fiammingo Simon Stevin, governatore generale Jacques Specx ha progettato un fossato e una cinta muraria; le estensioni del muro furono costruite a ovest di Batavia e la città fu completamente chiusa.
Nel 1656, a causa di un conflitto con il Banten, ai giavanesi non fu permesso di vivere all'interno delle mura di Batavia; pertanto i cinesi e i Mardijker furono gli unici coloni non olandesi in città. Nel 1659, una tregua con i bantenesi permise alla colonia di crescere e furono realizzate più case di bambù e venne permesso allevare del bestiame. Nel 1667 i ricchi olandesi rasero al suolo queste costruzioni e bandirono qualsiasi allevamento, in favore di una edificazione più massiccia di case alte e canali.

### Hinterland
La regione dove sorgeva Batavia era un'importante fonte di colture alimentari e materiali da costruzione. La Compagnia olandese delle Indie orientali istituì un governo locale nel 1664, che divenne pienamente operativo nel 1682. Gli abitanti cinesi iniziarono a coltivare la canna da zucchero.
La coltivazione su larga scala ebbe un impatto negativo sull'ambiente e l'area settentrionale di Batavia subì un'erosione costiera. I canali richiedevano un'estesa manutenzione, con frequenti chiusure per dragaggio. I residenti dell'Ommelanden vivevano in case di campagna o kampung etniche governate da un capo.

### Massacro di Batavia del 1740

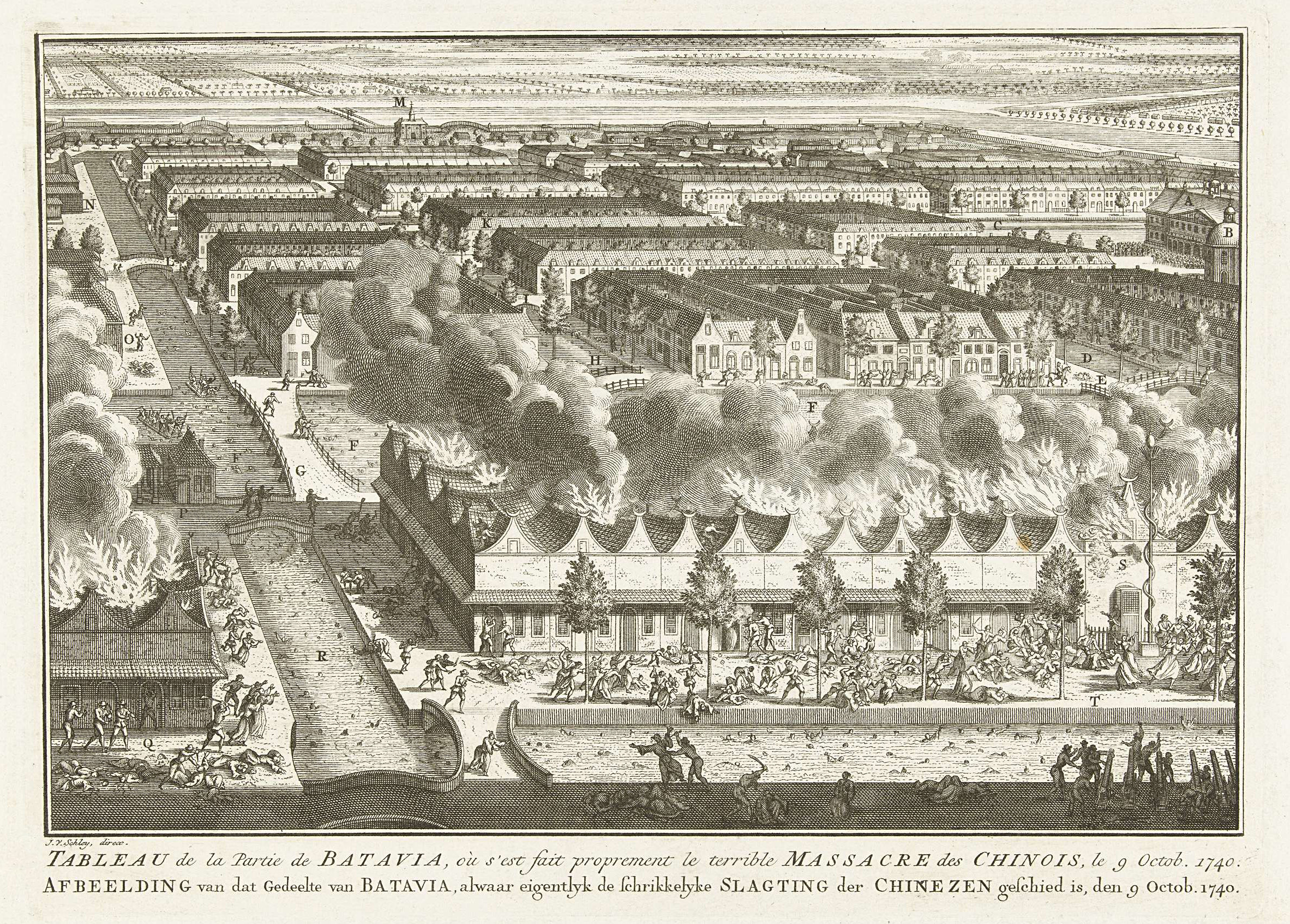
Incisione contemporanea del massacro

L'industria dello zucchero di Batavia declinò durante gli anni trenta del XVIII secolo con conseguente aumento della disoccupazione e del disordine sociale. Nel 1739, 10 574 cinesi vivevano nell'Ommelanden. Le tensioni crebbero quando il governo coloniale tentò di limitare l'immigrazione cinese con deportazioni a Ceylon e in Sudafrica.
I cinesi, temendo di essere gettati in mare, si ribellarono: diecimila vennero uccisi tra il 9 e il 22 ottobre 1740. I pochi sopravvissuti vennero portati l'anno dopo a Glodok, fuori dalle mura cittadine.

## Indie orientali olandesi (1800-1949)

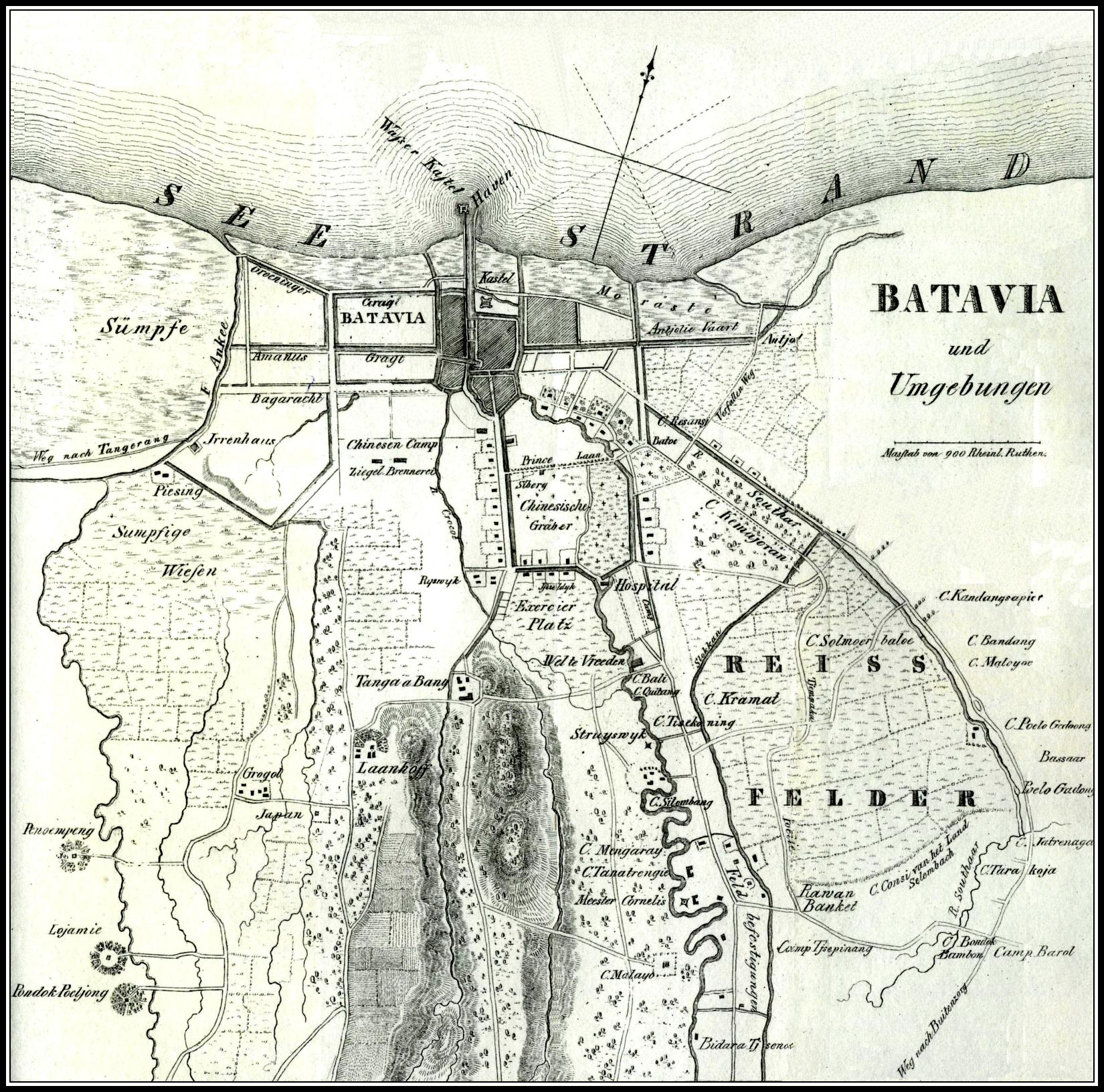
Espansione nel sud nel 1840

In seguito alla bancarotta e al dissolvimento della Compagnia olandese delle Indie orientali nel 1800, la Repubblica Batava nazionalizzò i suoi debiti e i possedimenti, ampliando le proprie rivendicazioni territoriali in una colonia nota come Indie orientali olandesi, della quale Batavia divenne la capitale.

### I due centri di Batavia
Nel 1808, Herman Willem Daendels decise di lasciare il fatiscente e malsano centro storico e di far costruire un nuovo centro cittadino più a sud, nella tenuta Weltvreden. Dunque Batavia si dotò di due centri (collegati dal canale Molenvliet e da una strada che lo costeggiava): il primo rimase il fulcro degli affari con uffici e magazzini di compagnie di navigazione e commerciali, mentre il secondo fu la sede del governo, dell'esercito e dei negozi.

### L'interregno inglese
Sotto il potere britannico, Daendels fu sostituito da Stamford Raffles. Nel 1811, questi - che era stato un impiegato della compagnia britannica delle Indie orientali come segretario del governatore di Malacca - decise di assumere il governo di Batavia, così da arginare l'intervento francese, rappresentato proprio da Daendels, che era in rapporti con Napoleone.
Nel 1816, gli olandesi tornarono a governare la regione. Gli europei tentarono di stabilire una nuova colonia su un terreno vacante dell'arcipelago, scatenando però guerre a Giava e Sumatra. Un gran numero di truppe venne portato nelle Indie olandesi per reprimere i disordini (in particolare a Sumatra) ed estendere l'influenza del governo olandese oltre Giava. Tuttavia, gli olandesi non riuscirono mai a conquistare l'intero territorio.
Frattanto continuò lo sviluppo del Weltevreden come centro amministrativo della colonia, spostando gradualmente il centro da Oud Batavia a sud. Emerse un nuovo stile architettonico, di stampo imperiale: furono costruite ville intonacate di bianco con un ampio portico anteriore, in particolare intorno a Koningsplein e a Weltevreden.

### Avanzamento tecnologico
La seconda metà del secolo fu caratterizzata, a differenza della precedente, da un periodo di pace e di stabilità politica, che portarono ad un'espansione economica e ad un innovamento tecnologico. Nel 1856 fu installata la prima linea telegrafica della regione tra Batavia e Buitenzorg. Nel 1859, la capitale fu collegata a Singapore con il primo telegrafo internazionale delle Indie orientali olandesi. Installò l'illuminazione a gas nel 1862 e, venti anni dopo, si dotò dei primi telefoni.
Il tram trainato da cavalli, introdotto a Batavia nel 1869, fu aggiornato alla potenza del vapore nel 1882 e all'elettricità nel 1900. Anche la prima ferrovia giunse nel 1869 e la linea da Batavia a Buitenzorg fu completata nel 1873.
La prima ghiacciaia della città venne costruita nel 1870.
L'apertura del Canale di Suez nel 1869 spinse per la dotazione di un nuovo porto. Il porto di Tanjung Priok fu completato nel 1885, sostituendo il secolare e inadeguato Sunda Kelapa, aumentando significativamente il commercio e il turismo a Batavia e nelle Indie orientali olandesi.

### Abolizione delcultuurstelsel

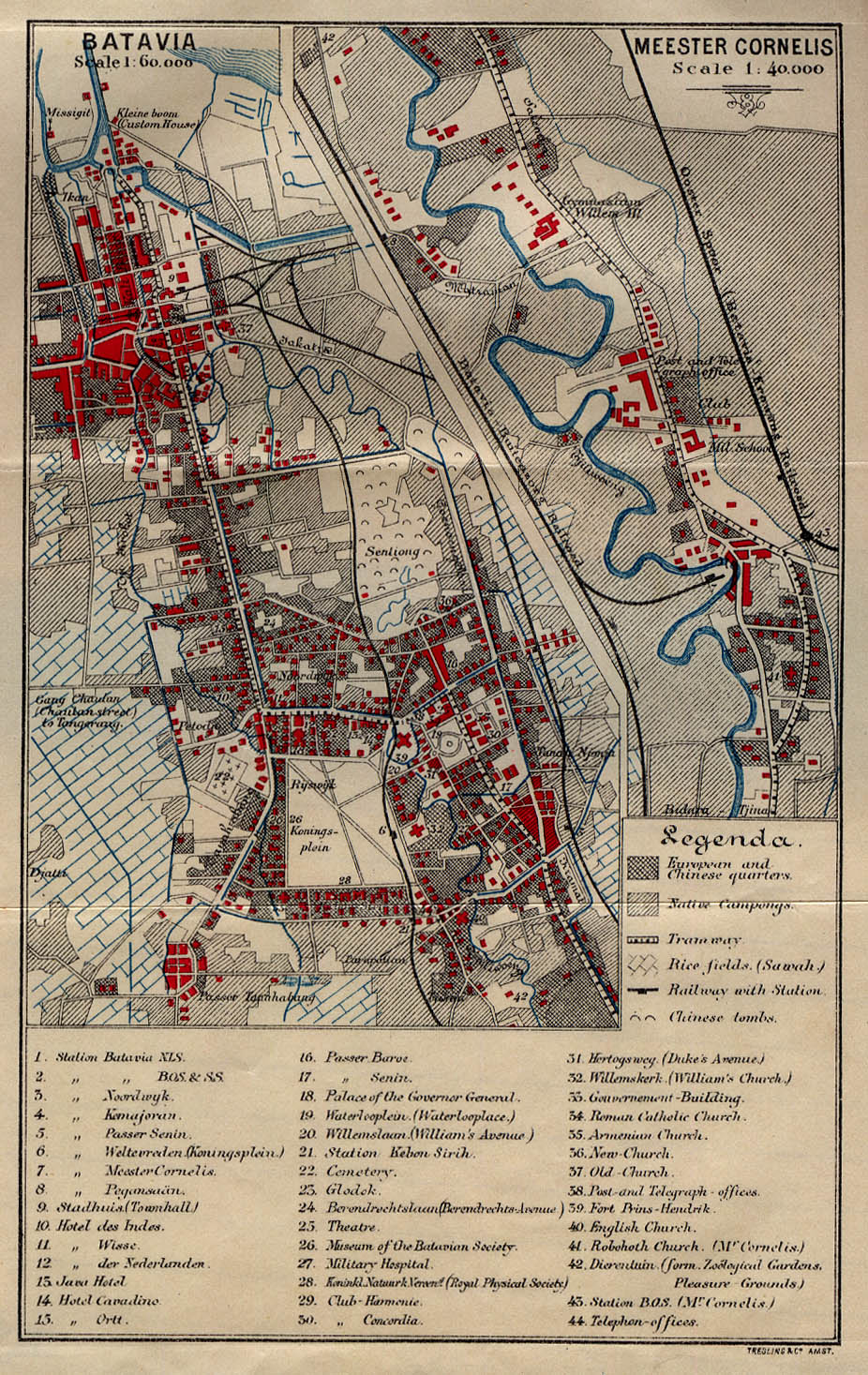
Batavia in una mappa del 1897

Il cultuurstelsel era una delibera del governo olandese della metà del XIX secolo che richiedeva che una parte della produzione agricola fosse costituita da colture da esportazione. Gli storici indonesiani la chiamano tanam paksa (piantagione forzata).
L'abolizione del sistema di coltivazione nel 1870 portò al rapido sviluppo di un'economia basata sul privato nelle Indie orientali olandesi. Un certo numero di società commerciali e istituzioni finanziarie furono fondate a Giava, in particolare a Batavia. Le strutture ormai desuete della città vecchia furono sostituite con uffici, in particolar modo lungo il fiume Ciliwung. Tali società private possedevano (o gestivano) piantagioni, giacimenti petroliferi e miniere.
Furono istituiti in tutta la città scuole, ospedali, fabbriche, uffici, società commerciali e uffici postali. I miglioramenti nei trasporti, nella salute e nella tecnologia incoraggiarono più olandesi a trasferirsi a Batavia, che dunque divenne sempre più olandese e occidentale. La città commerciava con l'Europa e l'aumento delle spedizioni portò alla costruzione di un nuovo porto a Tanjung Priok tra il 1877 e il 1883.
Gli stranieri erano conosciuti localmente come totok e soprattutto i cinesi venivano distinti dai peranakan. Molti totok adottarono la cultura indonesiana, indossando kebaya, parei e abiti estivi.
Entro la fine del XIX secolo, la popolazione di Batavia era arrivata a 115887 persone; 8893 erano europei, 26817 cinesi e 77700 isolani indigeni. L'espansione dell'attività commerciale della città attrasse di un gran numero di dipendenti olandesi e giavanesi rurali. Nel 1905 si toccarono i 2,1 milioni di abitanti (93000 cinesi, 14000 europei e 2800 arabi). Aumentarono di conseguenza la domanda di alloggi e i prezzi dei terreni. Vennero costruite vicine e gli insediamenti di kampung riempirono gli spazi tra di esse. Gli insediamenti, la cui edificazione venne condotta senza riguardo nei confronti delle condizioni tropicali della regione, provocarono sovraffollamento, scarse condizioni igieniche e assenza di servizi pubblici. Nel 1913 infatti Giava fu investita da un'epidemia di peste.
I fossati e i bastioni abbandonati dell'antica Batavia si ripopolarono grazie alle numerose attività commerciali lungo il Ciliwung.

### Politica etica olandese
La politica etica olandese venne introdotta nel 1901, ampliando le opportunità educative per la popolazione indigena delle Indie orientali olandesi. Nel 1924 fu fondata una scuola di legge a Batavia.
Nel 1941 venne creata invece l'Università di Batavia, poi divenuta l'Università dell'Indonesia. Nel 1946, il governo coloniale olandese fondò la Nood Universiteit ("Università di emergenza") a Giacarta. L'anno successivo il suo nome fu cambiato in Universiteit van Indonesië (UVI). Passata la rivoluzione nazionale indonesiana, nel febbraio 1950 il governo fondò l'Universiteit Indonesia (poi Universitas Indonesia), un'università statale, sempre a Giacarta.

### Movimento indipendentista
Mohammad Husni Thamrin, membro del Volksraad, criticò il governo coloniale per aver ignorato i kampung e aver assistito i ricchi a Menteng. Nel 1909, Tirto Adhi Soerjo fondò l'Unione Islamica Commerciale a Batavia (destinata ad ampliarsi in altre zone), con l'obiettivo di supportare i mercanti indonesiani. Nel 1920, Oemar Said Tjokroaminoto e Agus Salim istituirono un comitato per sostenere il califfato ottomano.
Nel 1926 alcune spie avvertirono gli olandesi di un piano per una rivolta e i leader del Partito Comunista d'Indonesia (PKI) furono arrestati. Andries Cornelis Dirk de Graeff sostituì Dirk Fock come governatore generale e furono rapidamente represse i riottosi di Batavia, Banten e Priangan . I Comunisti Armati occuparono tutta una notte la centrale telefonica di Batavia prima di essere catturati. I prigionieri vennero spediti o a Banden o in una colonia penale a Boven-Digoel nella Nuova Guinea occidentale, dove molti morirono di malaria. Sukarno e lo Study Club fondarono nel 4 luglio 1927 l'Associazione Nazionalista Indonesiana (che divenne il Partito nazionale indonesiano e in seguito si unì al Partai Sarekat Islam, al Budi Utomo e al Surabaya Study Club per formare l'Unione delle associazioni politiche indonesiane).

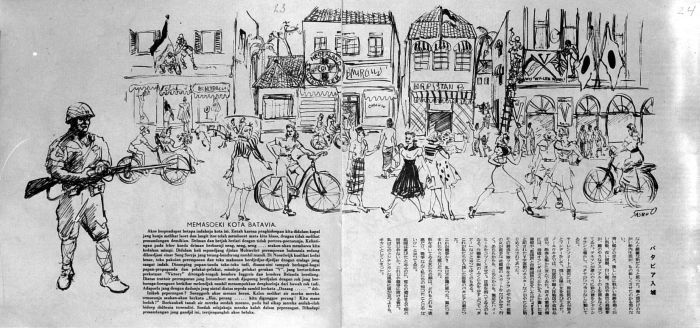
Disegno dell'immaginario ingresso giapponese a Batavia

Nell'ottobre del 1928 si tenne a Batavia un congresso giovanile, i cui gruppi partecipanti iniziarono a riferirsi alla città come "Jakarta" e a chiedere l'indipendenza dell'Indonesia, mostrando quella che doveva essere la bandiera, bianca e rossa, e cantando l'inno nazionale, scritto da Wage Rudolf Supratman. Gli olandesi bandirono entrambe le cose, nonché le parole "Indonesia" e "indonesiano".
Il 5 marzo 1942 Batavia cadde in mano ai giapponesi. Gli olandesi si arresero formalmente alle forze di occupazione il 9 marzo e il governo della colonia fu trasferito in Giappone. Batavia venne ribattezzata Giacarta. Durante questo periodo, la situazione economica e le condizioni delle città indonesiane progressivamente peggiorarono. Gli edifici vennero infine convertiti in campi di internamento per gli olandesi.
Dopo la sconfitta giapponese nel 1945, la regione conobbe un periodo di transizione e sconvolgimento durante la lotta per l'indipendenza dell'Indonesia. Il 17 agosto Batavia venne definitivamente ribattezzata Jakarta. Quello stesso anno comunque fu occupata brevemente dagli Alleati e restituita agli olandesi. Il nome olandese, Batavia, rimase l'unico riconosciuto a livello internazionale fino al raggiungimento dell'indipendenza il 27 dicembre 1949.